# Galaxy Nexus
Galaxy Nexus (GT-I9250) — сенсорний Android-смартфон, розроблений Google спільно з Samsung Electronics. Це третій смартфон із серії Google Nexus, сімейства споживчих пристроїв на Android, створених в  партнерстві з виробником комплектного обладнання. Телефон є наступником попередніх флагманських телефонів Google — Nexus One та Nexus S.
Galaxy Nexus має дисплей Super AMOLED з роздільної здатністю HD (1280 × 720), із вигнутим скляним покриттям Dragontrail, вдосконаленою камерою і був першим пристроєм з версією Android 4.0 Ice Cream Sandwich. Назва є результатом спільного брендування між Android смартфонами Samsung Galaxy та Google Nexus. Пристрій у Бразилії відомий як Galaxy X, однак має товарний знак марки "Nexus".
Galaxy Nexus був представлений Google спільно з Samsung 19 жовтня 2011 року в Гонконзі. В Європі він був випущений 17 листопада 2011 р. Це один з небагатьох телефонів, рекомендованих Android Open Source Project для побудови Android з джерела. Після 29 жовтня 2012 року Galaxy Nexus більше не був доступний для продажу в Google Play Маркеті після виходу його наступника LG Nexus 4.

## Історія
Плани Google продовжити серію Nexus і випустити Nexus третього покоління на ринок підтвердив старший віце-президент Google з мобільних платформ Енді Рубін у травні 2011 року. Samsung mobile випустив тизерне відео для свого "Google Episode" презентації Unpacked 11 жовтня але пізніше відклав (до 19 жовтня) анонс продукту з поваги після смерті Стіва Джобса 5 жовтня.
До офіційного оголошення його також називали Google "Nexus Prime" серед широкої громадськості та ЗМІ. Були неодноразові витоки, що містили майже точні дані про цей пристрій. Телефон був офіційно анонсований 19 жовтня 2011 року в Гонконзі, офіційна назва якого — "Galaxy Nexus". 

## Апаратне забезпечення
Galaxy Nexus підтримує MHL завдяки використанню порту Micro USB 2.0 що дозволяє Galaxy Nexus виводити аудіо-візуальний вміст до 1080p (через HDMI) на будь-який підтримуваний зовнішній дисплей, такий як HD телевізор. USB-порт підтримує режими хоста та пристроїв (OTG); як примітка, наступник Nexus 4 підтримує лише режим пристрою. Galaxy Nexus не має фізичних кнопок спереду, а натомість має екранні програмні клавіші, вбудовані в системне програмне забезпечення (частина Android 4.0). Під програмними клавішами знаходиться різнокольоровий LED індикатор повідомлень, що був відсутній у Nexus S. Смартфон не підтримує карти microSD.

## Програмне забезпечення

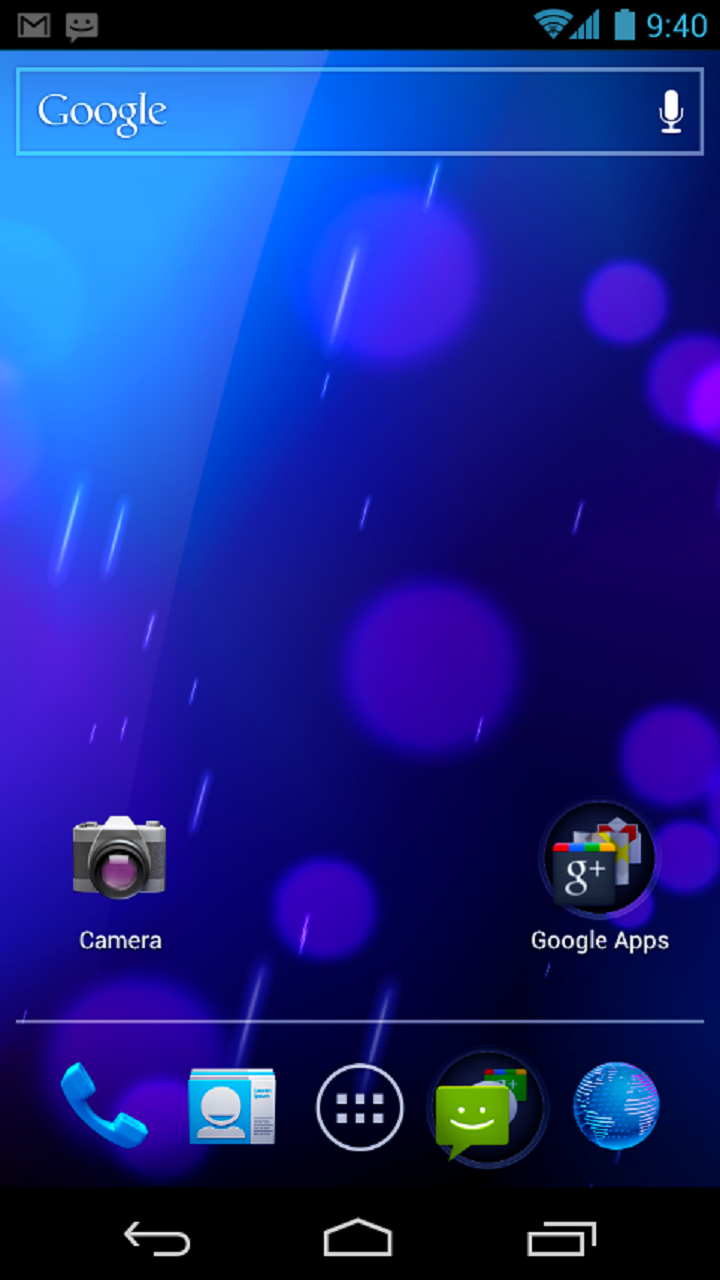
Android 4.0, початкова операційна система Galaxy Nexus

Galaxy Nexus був першим пристроєм, який працював наAndroid 4.0 Ice Cream Sandwich представивши велику кількість нових функцій, виправлення помилок та вдосконалення. Починаючи з 11 липня 2012 року, Android 4.1 Jelly Bean почав виходити на GSM Galaxy Nexus як оновлення по повітрю (OTA). Оновлення 4.2 почало виходити 13 листопада 2012 року для варіанту GSM Galaxy Nexus Takju/Maguro (смартфони, що продавались в США та безпосередньо підтримувалися Google) як (OTA) оновлення. Google розпочав випуск оновлення для міжнародної версії (Yakju/Maguro) через тиждень. Однак наприкінці грудня оновлення отримали не всі телефони. 19 березня 2013 року компанія Verizon Wireless розпочала оновлення OTA свого варіанту CDMA Galaxy Nexus Mysid/Toro до Android 4.2.2.
Android 4.3 Jelly Bean був випущений для GSM моделей 24 липня 2013 року  а Sprint розпочав OTA оновлення 31 жовтня 2013 року.
Google заявив, що Galaxy Nexus не отримає Android 4.4 KitKat навіть маючи 14 000 підписів, що вимагають цього. Нові драйвери можуть дозволити неофіційні версії Android, аби вони були доступними для пристрою.
Операційна система Ubuntu Touch від Canonical була доступна і підтримувалась на Galaxy Nexus, однак підтримка Galaxy Nexus незабаром була припинена 13 січня 2014 року.

### Google Wallet
Galaxy Nexus — один з небагатьох пристроїв, який офіційно підтримував Google Wallet, попередника Google до системи електронних платежів Android Pay на базі NFC. Варіант Verizon — єдиний варіант, який не пропонував офіційну підтримку Google Wallet. Ця непідтримувана функція спричинила суперечку серед американських користувачів, оскільки Verizon захищав свої дії, аргументуючи, що Galaxy Nexus використовує "захищений елемент". Google Wallet можна було завантажити окремо, і він встановлювався і функціонував правильно. Потрібно бути обережним при використанні сторонніх акумуляторів, щоб переконатися, що вони мають здатність здійснювати зв’язок на невеликих відстанях, оскільки антена NFC знаходиться в батареї.

## Доступність
У деяких країнах Samsung Galaxy Nexus продавався SIM-розблоковано. Він також був апаратно розблокований (розблокований завантажувач, що надає root доступ). Той факт, що Galaxy Nexus продається з заблокованою SIM-карткою на деяких ринках - в першу чергу там, де оператори субсидують телефон або мають ексклюзивні права на продаж - порушує більш ліберальну традицію попередніх телефонів Nexus: Nexus One та Nexus S.

### Європа
У Великій Британії HSPA+ версія Galaxy Nexus стала доступною в O2 та 3 17 листопада 2011 р. У Німеччині версію HSPA+ продавали з розблокованою SIM-картою від Vodafone та O2. Він був запущений у грудні 2011 року у Португалії компанією Vodafone.

### Північна Америка
У Канаді пристрій було запущено 8 грудня 2011 року. Канадська модель продавалася розблокованою і підтримує діапазони GSM/UMTS/HSPA/AWS. Версія GSM/UMTS, розблокована SIM-карткою, офіційно випущена компанією Google у США в магазині Google Play. Sprint офіційно анонсував Galaxy Nexus для своєї мережі на виставці CES 2012, і був випущений 22 квітня 2012 року як один із перших LTE-смартфонів Sprint Nextel.  24 квітня 2012 року Galaxy Nexus продавався SIM-розблокованим у Google Play Store за 399,99 доларів, а потім знизився до 349,99 доларів пізніше. Єдина відмінність між цим варіантом та варіантом, що продається за кордоном, полягає у включенні "Google Wallet" з коробки.

#### Коротка заборона продажу
29 червня 2012 року Apple отримала клопотання про досудове заборону щодо імпорту та продажу Galaxy Nexus в США компанією Samsung. Наказ видано окружним суддею США Люсі Кох у Сан-Хосе, штат Каліфорнія. Постанова базувалася насамперед на патенті, який визначається як "універсальний інтерфейс для пошуку інформації в комп'ютерній системі". Судова заборона проти Samsung набула чинності, коли Apple сплатила 96 мільйонів доларів США, які будуть використані для покриття збитків, завданих Samsung, якщо Apple програє справу. Galaxy Nexus був тимчасово недоступний для покупки в магазині Google Play, і Google заявив, що вони вимагатимуть оновлення програмного забезпечення, яке видалить місцевий пошук телефону. 6 липня заборона була знята. 

### Азіатсько-Тихоокеанський регіон
3 травня 2012 року компанія Samsung India офіційно оголосила, що в Індії не буде офіційного випуску Samsung Galaxy Nexus незважаючи на численні попередні повідомлення про те, що пристрій буде запущений вже в середині грудня 2011 року Galaxy Nexus був випущений в Індонезії 21 січня 2012 року, на Філіппінах 28 січня 2012 року, Бахрейні 4 березня 2012 року та Саудівській Аравії в березні 2012 року.

## Варіанти
Спочатку пристрій був доступний лише в чорному кольорі, розроблений під кодовою назвою "Tuna (Тунець)". Біла версія (із чорною передньою панеллю ) була доступна в лютому 2012 року. Було випущено спеціальне видання для співробітників Google з унікальною задньою панеллю.
Оскільки пристрій був розроблений для роботи з операторами, що використовують різні мережеві технології, існує кілька апаратних варіантів Galaxy Nexus:
- SCH-I515 "Toro": варіант Verizon Wireless, що підтримує підключення 4G LTE до Діапазон 700 МГц (Band 13), а також CDMA/EV-DO Rev. Підключення в діапазонах PCS (800/1900 МГц). Цей пристрій має 16 або 32 ГБ вбудованої пам’яті, розміри 9,47 мм товщиною і має 1850 мАг акумулятор. Зовнішній вигляд цього пристрою схожий на зовнішній вигляд міжнародної версії.
- GT-I9250 "Maguro": варіант GSM/HSPA+. Можливості підтримки як для AT&T, так і для діапазонів HSPA+ T-Mobile у Сполучених Штатах. Цей конкретний варіант продано Google з розблококваною SIM-карткою, у Play Маркеті.[72]
- SPH-L700 "Toro Plus": варіант Sprint із 4G LTE-підключенням у Діапазоні 1900 МГц (Band 25). Він практично ідентичний варіанту Verizon, за винятком пропуску слота для SIM-карти та незначних косметичних відмінностей.
- GT-I9250T : австралійський варіант GSM/HSPA+. Відповідає австралійським нормативним вимогам, і базовий діапазон налаштований на перевагу 3G 850 МГц Зараз цей конкретний варіант продається Optus, Telstra та Vodafone.[73]
- SHW-M420S/K : корейський варіант GSM/HSPA+. Відповідає корейським нормативним вимогам, наприклад звук затвора камери. Цей конкретний варіант був проданий SKT та KT.

## Аксесуари
Офіційний асортимент аксесуарів Samsung включає настільну док-станцію з портом HDMI, настільну підставку з 3,5 мм роз'ємом, підставка з зарядним портом для другого акумулятора та автомобільний тримач, що дозволить користувачам перетворити свій телефон Galaxy Nexus на заміну SatNav. Всі аксесуари Samsung оснащені портом microUSB, щоб телефон можна було заряджати під час використання.

## Прийом
Galaxy Nexus створив високий рівень очікування і отримав дуже позитивні відгуки після випуску. Міріам Джоаре з Engadget похвалив телефон за його швидкість, відчуття, дисплей і термін служби батареї. Джоаре дійшов висновку, що на момент написання статті Galaxy Nexus є "найкращим телефоном Android, доступним сьогодні", дійшовши висновку, що це "можливо навіть найкращий телефон, доступний на сьогодні, крапка". Джіні Міс з PCWorld повторила попередню заяву, заявивши, що Samsung Galaxy Nexus — це "чудовий телефон і чудовий засіб для представлення світу Android Ice Cream Sandwich". Незважаючи на те, що Android має пройти "довгий шлях", з точки зору прогресу, налаштування та оновлення, впроваджені Google в операційній системі, значно покращують ефективність та простоту використання операційної системи.
У своєму огляді Mobilesyrup похвалив телефон, сказавши, що "шляху назад немає". Вони високо оцінили його естетику, зазначивши, що Galaxy Nexus поєднував елементи дизайну Nexus S та Galaxy S II. Незважаючи на те, що OMAP SoC працював нижче та використовував графічний процесор останнього покоління, натискаючи екран 720p на 40% більше пікселів, ніж конкуренти з екранами qHD (540p), затримки та нестабільності додатків не було, і Galaxy Nexus часто був швидшим за сучасні смартфони як у тестах, так і в повсякденному використанні. Вони також високо оцінили його програмне забезпечення, оскільки "досвід набагато кращий", оголосивши телефон "першим найкращим пристроєм Android за всю історію".
Даррен Мерф з Engadget описав Ice Cream Sandwich як "гладкий, як ніколи", надалі кажучи, що "без сумніву, це легко найтонша, найвідшліфованіша версія Android". Мерф був загалом "в захваті від того, як вийшла перша слухавка "Сандвіч з морозивом". з його "заниженим, гладким, красивим", продовжуючи хвалебний дисплей телефону. Вінсент Нгуєн із SlashGear відзначив швидку продуктивність Android 4.0.1, тісну інтеграцію між операційною системою та обладнанням і дійшов висновку, що "це найкращий Android-телефон на сьогоднішній день". Дж. Р. Рафаель з Computerworld заявив, що "Galaxy Nexus [...] — це винятковий телефон, мабуть, найкращий телефон на сьогоднішній день", заявивши, що він "гладкий і привабливий, з тонким, легким корпусом і красивим дисплеєм високої чіткості". Рафаель закінчив огляд, написавши, що Galaxy Nexus "кричущо швидко [...] забезпечує найкращу загальну продуктивність будь-якого мобільного пристрою".
У огляді T3 Томас Тамблін зазначив, що основна (задня) камера "швидша, ніж багато цифрових камер", і похвалив досвід роботи телефону "дуже плавно" і що "він схожий на версію Android, яка вже дуже відшліфований ".  Джошуа Топольський, представник The Verge, заявив, що телефон є одним з "найкращих смартфонів, коли-небудь зроблених, і з кількома незначними налаштуваннями (особливо щодо камери) він може бути найкращим смартфоном, коли-небудь виробленим". Чарлі Уайт із Mashable описав екран як "чудовий", запропонувавши "надзвичайно чіткий огляд", а апаратний дизайн описав як "вражаючий успіх", зробивши висновок, що Galaxy Nexus "є поки що безумовно найкращим телефоном на базі Android ".